# Distrikt Santa Teresa

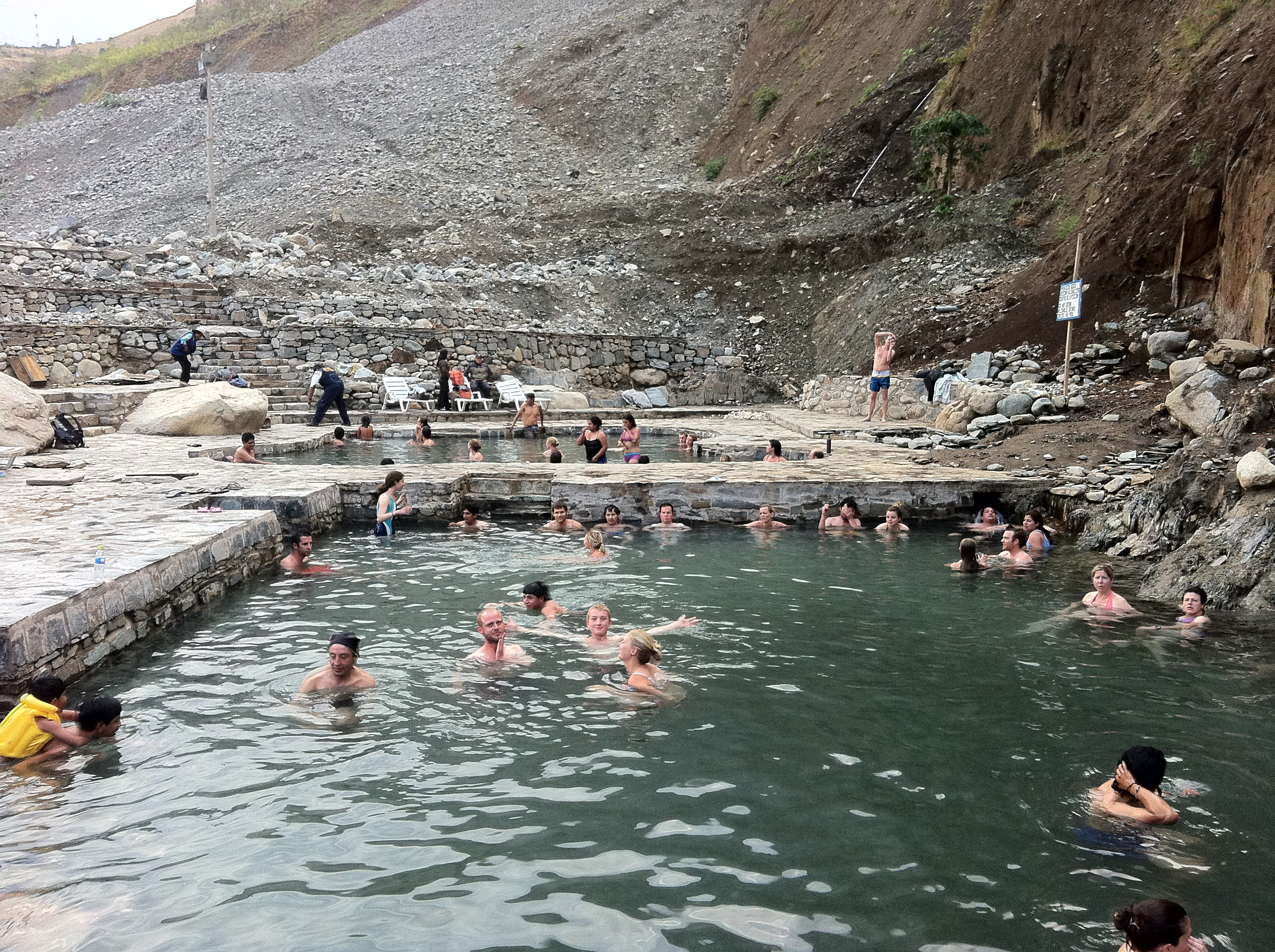
Heiße Quellen in Santa Teresa

Der Distrikt Santa Teresa liegt in der Provinz La Convención der Region Cusco in Südzentral-Peru. Der am 11. Oktober 1957 gegründete Distrikt hat eine Fläche 1340,38 km². Beim Zensus 2017 lebten 5972 Einwohner im Distrikt. Die Distriktverwaltung befindet sich in Santa Teresa. Im äußersten Süden des Distrikts befindet sich die bedeutende archäologische Fundstätte Choquequirao aus der Inka-Zeit. Ein Großteil des Distrikts liegt im regionalen Schutzgebiet Choquequirao. 

## Geographische Lage
Der Distrikt liegt im Süden der Provinz La Convención, etwa 80 km westnordwestlich der Regionshauptstadt Cusco. Die vergletscherte Gebirgskette Cordillera Vilcabamba durchquert den Süden des Distrikts. Der Río Apurímac verläuft entlang der südlichen Distriktgrenze. Der Río Santa Teresa und der Río Sacsara entwässern den zentralen Bereich des Distrikts nach Nordosten, der Río Yanama den südwestlichen Teil nach Südwesten. Entlang der nördlichen Distriktgrenze fließt der Río Vilcabamba, entlang der östlichen Distriktgrenze die Flüsse Río Ahobamba und Río Urubamba.
Der Distrikt grenzt im Westen und Norden an den Distrikt Vilcabamba, im äußersten Nordosten an den Distrikt Maranura, im Osten an die Distrikte Huayopata und Machupicchu (Provinz Urubamba) sowie im Süden an die Distrikte Mollepata (Provinz Anta) und Huanipaca (Provinz Abancay, Region Apurímac).